# بيل أوتيس
بيل أوتيس (بالإنجليزية: Bill Otis)‏ هو لاعب كرة قاعدة أمريكي، ولد في 24 ديسمبر 1889 في Scituate, Massachusetts ‏ في الولايات المتحدة، وتوفي في 15 ديسمبر 1990 في دولوث في الولايات المتحدة.

## وصلات خارجية
- بيل أوتيس على موقع دوري كرة القاعدة الرئيسي (الإنجليزية)
- بيل أوتيس على موقعبيزبول رفرنس.كوم (الدوري الرئيسي) (الإنجليزية)
- بيل أوتيس على موقع جمعية أبحاث البيسبول الأمريكية (الإنجليزية)
- بيل أوتيس على موقع إي إس بي إن.كوم (أم.أل.بي) (الإنجليزية)